# Kiel (kongeskib)
|  | For alternative betydninger af Kiel, se Kiel (flertydig). |
Eagle var en hjuldamper, bygget i Storbritannien i 1821. Skibet blev i 1824 købt af den danske marine som flådens første dampskib, med henblik på tjeneste for kongehuset. Fik navnet Kiel. Ombygget til tomastet skonnert i 1853 og ophugget i 1897.

## Under britisk flag
Thomas Brocklebank drev forretning med tømmer og havde et værft i Deptford ved Themsen. I 1821 afleverede hans værft hjuldamperen Eagle, som blev det første dampskib på ruten mellem London og Margate. Sidstnævnte var et populært udflugtsmål ved Themsens munding, og var berømt for sine fine sandstrande. Brocklebank var også leder af Eagles rederi, der officielt hed Eagle & Falcon Steam Packet Co.. Der var tilsyneladende ikke noget skib ved navn Falcon, men i 1822 kom Royal Sovereign, ligeledes bygget på Brocklebanks værft. Thomas Brocklebank indledte et samarbejde med William John Hall, der drev sejlads mellem Hull og London, og de blev foregangsmænd ved stiftelsen af General Steam Navigation Company, der officielt blev besluttet ved et møde i juni 1824. Allerede i maj var Eagle imidlertid solgt til den danske stat, så det nystiftede rederi indledte sejladsen med Royal Sovereign og det nye skib City of London, også bygget af Brocklebank, i 1824.
Eagle havde to dampmaskiner fra Boulton and Watt. De ydede tilsammen 40 normerede hestekræfter, hvilket gav skibet et fart på 6-7 knob. I årene i dansk tjeneste var besætningen på 11 mand, hvoraf de fire arbejdede i maskinrummet. Kedlerne blev udskiftet i 1828 og 1842, hvilket var normal praksis for den tid. Den angivne bredde er det normale skrog, men med hjulkasserne var skibet næsten 10 meter bredt, og havde dermed et forhold mellem bredde og længde omkring 1:3.

## Under dansk flag
Da dampskibene kom frem, fulgte landenes flådeledelser med i udviklingen og vurderede, om de dampdrevne fartøjer kunne have sømilitær værdi. Man nåede frem til, at med de store hjul på siderne var hjuldamperne for sårbare som egentlige krigsskibe, hvorimod man anerkendte deres værdi til bugsering af andre skibe og til troppetransport. I Danmark var der modstand mod anskaffelse, fordi beløbet til indkøb ville blive taget fra Søetatens løbende budget, og det var i forvejen anspændt fordi flåden stadig var under genopbygning efter de ødelæggende Englandskrige. Der var imidlertid brug for en lystyacht til kong Frederik 6., og så kunne man jo lige så godt følge kongens ønsker, anskaffe et dampskib og drage sine erfaringer. Det er imidlertid betegnende, at Schultz understreger, at det er kongen "som forcerer anskaffelsen af hjuldampskibene". Løjtnant Hans Christian Bodenhoff var i England og han blev - efter den kongelige godkendelse af projektet, 19. marts 1824 - anmodet om at finde et passende fartøj. I maj 1824 købte han Eagle for 4.500 £ og skibet fik nyindrettede kahytter med inspiration fra Georg IIIs yacht Royal Sovereign. Det nye kongeskib blev omdøbt til Kiel og med Bodenhoff som chef ankom det til København 4. juni 1824.
Frederik 6. gjorde flittigt brug af skibet på sine rejser rundt i kongeriget frem til sin død i 1839. Samme år havde flådeledelsen indstillet, at der blev bygget et nyt dampskib. Den nye konge, Christian 8. stillede i første omgang sagen i bero, men i marts 1840 godkendte majestæten, at der blev indkøbt to dampskibe, hvoraf det mindste skulle indrettes til brug for kongen. Det fik navnet Ægir og ankom til Danmark i oktober 1841. I november blev Kiel udlånt til overfarten på Storebælt, fordi postdamperen Mercurius skulle på værft. Ved tilbageleveringen i marts 1842 blev skibet efterset, og det var så nedslidt, at fabriksmesteren var stemt for, at det skulle kasseres. Flådeledelsen ønskede imidlertid at beholde skibet i reserve, så skroget blev repareret og der blev konstrueret nye kedler i Frederiksværk. Der blev hurtigt brug for reservisten. Christian 8. havde sommerresidens i Vyk på Før og havde tidligere oplevet at få sin karet ekspederet i havet af bommen på det sejlskib, der normalt trafikerede øen. I årene 1843-1846 fik han udvirket, at Kiel stod til rådighed for transporten, og når skibet alligevel var der, kunne det også betjene gæster til den populære lokale badeanstalt - mod betaling til Marinen, naturligvis. I 1847 blev transporten varetaget af det nyindkøbte Hebe. I årene i Vadehavet havde Kiel en enkelt afstikker til Øresund - i juni 1844, da det dyre maskineri fra Prindsesse Wilhelmine skulle flyttes over i Hertha og der således manglede et bugserskib i Øresund - ellers blev Kiel i området, med vinterkvarter i Altona. Da Hebe blev taget i brug, fortsatte Altona som den faste base for Kiel, og skibet blev overdraget til den Glückstadske Havnekommission.

## Under tysk flag
Da Treårskrigen brød ud i marts 1848, lå Kiel således i Glückstadt. Slesvig-Holsten manglede skibe, og Kiel blev indlemmet i den Slesvig-Holstenske Flåde, der officielt var en del af den nystiftede tyske Reichsflotte under Det tyske Forbund. Skibet kom til at indgå i Westsee Division. Her transporterede det tropper og bugserede kanonbåde og var medvirkende til, at de danske styrker på Vadehavsøerne måtte trække sig tilbage til Fanø. I tysk tjeneste blev Kiel forsynet med fire 18-pundige kanoner.

## Tilbage under dansk flag
Efter afslutningen på krigen blev Kiel leveret tilbage til Marinen i august 1851. Flåden havde ikke noget at bruge det gamle dampskib til, og ved to auktioner i 1851 og 1852 forsøgte man forgæves at sælge skibet. I stedet fik det fjernet maskineriet og blev i 1853 ombygget til transportskonnert. Marinen solgte Kiel i april 1865 til købmand J. P. Larsen i Løkken. Han omdøbte det til Frederik 6's Minde. Larsens enke giftede sig med proprietær Lars Christian Nielsen, der ejede majoriteten i skibet fra 1885. Fra 1892 var det en del af Nielsens dødsbo. Der må have været gods i de gamle egeplanker, for fartøjet havde fast plads i skibsregisteret, indtil det blev meddelt ophugget og slettet af registeret i februar 1897.